# CJOB
CJOB est une station de radio canadienne à Winnipeg au Manitoba. Elle appartient et est exploitée par Corus Radio et diffuse un format de radio thématique avec des programmes d'information et de sport sur a bande AM à la fréquence 680 kHz.

## Station de radio
CJOB et ses stations sœurs, CFPG-FM, CJKR-FM et CKND-DT, ont leurs studios et bureaux au 201, avenue Portage à Winnipeg.
L'émetteur de la station est situé sur la route Floodway près de Saint-Adolphe. CJOB émet à 50 000 watts, la puissance la plus élevée autorisée pour une station AM canadiennes.
Le 680 AM étant un canal de fréquence claire, CJOB doit utiliser une antenne directionnelle en tout temps afin d'éviter d'interférer avec d'autres stations. Même avec cette restriction, l'emplacement du cadran bas de CJOB, la puissance de l'émetteur et le terrain essentiellement plat du Manitoba (avec une conductivité du sol presque parfaite) lui permettent d'atteindre presque tout le Manitoba pendant la journée. La nuit, le signal peut être entendu, avec une bonne radio, sur une grande partie du centre de l'Amérique du Nord. Les stations de radio KNBR à San Francisco et KBRW à Utqiagvik en Alaska, partagent le statut de classe A sur 680 kHz.
CJOB est la deuxième station AM la plus puissante du Manitoba après CBW CBC Radio One, une station de canal clair, fonctionne également à 50 000 watts.

## La programmation
CJOB diffuse des talk-shows locaux pendant la journée, avec des segments à forte intensité de nouvelles pendant les heures de grande écoute le matin et l'après-midi.
Le soir, CJOB diffuse un talk-show sportif et la nuit deux émissions nationales, Charles Adler Tonight et The Shift with Drex.
Les week-ends on y présente des émissions sur la santé, les voyages, la nourriture, la technologie et les voitures.
La station diffuse une couverture commentée de plusieurs équipes sportives, dont les Blue Bombers de Winnipeg, les Moose du Manitoba et les Ice de Winnipeg.
CJOB était un des diffuseurs officiels des Jets de Winnipeg originaux de l'Association mondiale de hockey et de la Ligue nationale de hockey (LNH) avant leur déménagement, sous le nom des Coyotes de l'Arizona, à Glendale, en 1996.
Le 5 octobre 2020, l'incarnation actuelle de l'équipe (Jets de Winnipeg) a annoncé qu'elle déplacerait, pour une période de sept ans, ses émissions de radio vers CJOB. CJKR-FM diffusera simultanément toutes les émissions des Jets de Winnipeg sur la bande FM.

## Historique
La première diffusion de CJOB a eu lieu le 11 mars 1946 à 8 h. CJOB était une station de 250 watts à 1 340 kHz. Elle appartenait à John Oliver Blick. Le "JOB" dans l' indicatif d'appel provient des initiales du propriétaire.
Le 8 octobre 1957, La station passe au 680 kHz et augmente sa puissance à 5 000 watts. À la même époque, une nouvelle antenne de 90 m (294 pi) est installée à Fort Whyte, Manitoba, à 5 km (3,1 mi) à l'ouest de l'autoroute 75.
En 1959, CJOB a posé sa candidature auprès de la Commission canadienne de la radiodiffusion (CCR) (l'actuel Conseil de la radiodiffusion et des télécommunications canadiennes (CRTC) pour établir la première station de télévision privée de Winnipeg sous le nom de Perimeter Television Broadcasters Ltd.. L'effort fut vain, la licence a été attribuée à Moffat Broadcasting, qui a mis CJAY-TV à l'antenne en novembre 1960.

### Achat par Western Broadcasting
CJOB a été vendu à Radio OB (Western Broadcasting co.) en 1961.
CJOB déménage en octobre 1962 au 930, avenue Portage. La station partage temporairement l'espace avec la Sun Life, qui elle déménagera sur la Broadway.
En 1978, la puissance de diffusion de CJOB passe à 50 000 watts pendant la journée, ce qui en fait la deuxième station la plus puissante de la province, après CBC Radio One, qui émet à 50 000 watts jour et nuit.
En 1998, CJOB est vendu à Western International Communications.

### Achat par Corus Entertainment
En 1999, CJOB a été vendu à Corus Entertainment et en 2006, la station fête ses 60 ans à l'antenne.
Le 9 février 2006, CJOB lance l'AIR680 Chopper, en collaboration avec le Manitoba Lotteries Corporation, l'actuel Manitoba Liquor & Lotteries mettent en place avec le Canadian Traffic Network, le seul rapport de circulation héliporté de Winnipeg 
En 2007, CJOB a demandé au CRTC une fréquence FM imbriquée à 106,3 à Starbuck pour rediffuser CJOB (AM) (mono). Le 7 septembre, le CRTC a rejeté la demande de Corus de diffuser simultanément le signal radio AM à 106,3 MHz.

### Déménagement sur l'avenue Jack Blick
En avril 2010, Corus Radio Winnipeg annonce le déménagement futur de son installation de diffusion radiophonique au 1440, avenue Rapelje (depuis rebaptisée l'avenue Jack Blick, du nom du fondateur de la station).
Le déménagement à Polo Park était initialement prévu pour janvier 2011. CJOB 680, CJGV-FM 99.1 (Groove FM) et CJKR-FM 97.5 (Power 97) en deviendraient les locataires principaux.
Corus Radio Winnipeg prévoyait occuper le deuxième étage de l'immeuble de trois étages, portant ainsi sa radio, sa production et ses activités commerciales à 17 500 pi2. À l'époque, le directeur général Garth Buchko a déclaré que les stations étaient devenues trop grandes pour leur installation du 930 Portage Avenue.
Avec ce déménagement, Corus Radio Winnipeg passe au numérique, la fine pointe de la technologie. À la fin de février 2011, CJOB a terminé le déménagement à son nouvel emplacement au 1440, avenue Jack Blick. Le 11 mars 2011, CJOB célèbre ses 65 ans d'émission.

### Années récentes
Au printemps 2015, CJOB a perdu son statut de radio la mieux notée de Winnipeg au profit de 990 CBW de CBC Radio One.
En septembre 2017, CJOB a annulé un contrat de cinq ans avec le Canadian Traffic Network, mettant un terme au seul reportages d'informations et de trafic par hélicoptère de Winnipeg. C'est la fin de Skyview-1.
Skyview-1 avaient avait été lancé le 6 février 2012 dans le cadre de l'émission The Morning News de Global TV, diffusée de 6 h à 9 h du matin.

## Rediffuseurs
CJOB a également des rediffuseurs dans les communautés suivantes :
- CFIL-FM 97.1 - Gillam [19]
- CJEN-FM 96.1 - Jenpeg [20]
- CHGG-FM 96.1 - Calcaire [21]

CJOB est également disponible sur le canal satellite 861 de Shaw Direct.